# 알고리즘 확률
알고리즘 확률(Algorithmic probability) 또는 솔로모노프 확률(Solomonoff probability)은 알고리즘 정보 이론에서 주어진 관측값에 사전 확률을 할당하는 수학적 방법이다. 1960년대 레이 솔로모노프(Ray Solomonoff)가 발명했다. 귀납적 추론 이론과 알고리즘 분석에 사용된다. 귀납적 추론의 일반 이론에서 솔로몬노프는 알고리즘의 미래 출력에 대한 예측 확률을 얻기 위해 베이즈 규칙과 함께 이 방법을 사용한다.
사용된 수학적 형식에서 관측값은 튜링 기계의 출력으로 간주되는 유한 이진 문자열의 형태를 가지며, 보편적 사전율은 프로그램에 대한 확률 분포(즉, 입력에 대한 입력)에서 계산된 유한 이진 문자열 집합에 대한 확률 분포(보편적인 튜링 기계에 대한 입력)이다. 전자의 것은 튜링 계산 가능성 측면에서 보편적이다. 즉, 어떤 문자열도 확률이 0이 아니다. 계산할 수는 없지만 근사치는 가능하다.

## 같이 보기
- 알고리즘 정보 이론
- 베이즈 추론
- 귀납
- 콜모고로프 복잡도